# Grünau-Nord
Grünau-Nord ist ein Ortsteil von Leipzig nach der kommunalen Gebietsgliederung von 1992 und gehört zum Stadtbezirk West. Es umfasst den ab 1981 gebauten Wohnkomplex 7 der Großsiedlung Grünau.

## Lage
Grünau-Nord liegt 8,5 Kilometer westsüdwestlich der Leipziger Innenstadt auf einer fast flachen Fläche von rund 1 Quadratkilometer Größe. Es grenzt, vom Westen angefangen im Uhrzeigersinn, an die Ortsteile Miltitz, Schönau, Grünau-Siedlung und Lausen-Grünau. Im Westen verlief von 1979 bis 1999 die westliche Leipziger Stadtgrenze zum Dorf Miltitz. Im Norden erstreckt sich der Ortsteil bis an die Saturnstraße, im Westen an die Kiewer Straße und im Süden bis an die Lützner Straße.

## Geschichte

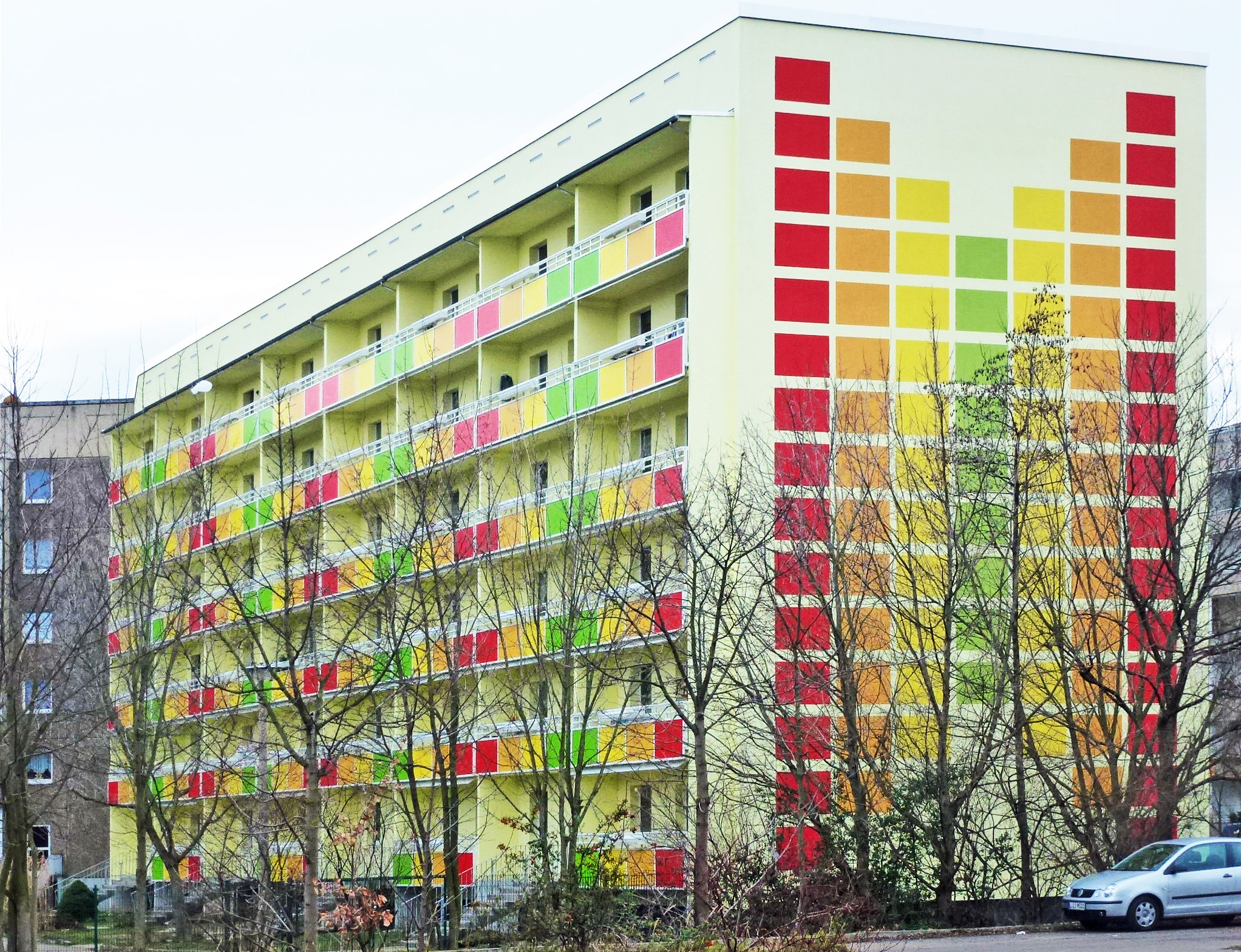
Farbe in Grünau-Nord

Grünau-Nord liegt auf ehemaliger Miltitzer Flur, auf der Landwirtschaft ausgeübt wurde. Im Südosten befand sich die Miltitzer Mühle, die erst 1967, nach dem Tode des letzten Müllers, abgebrochen wurde. An der Ostgrenze des Ortsteils, entlang der heutigen Kiewer Straße, verlief fast 50 Jahre, von 1930 bis 1979, die westliche Stadtgrenze Leipzigs. Im Dezember 1979 wurde ein großer Teil der Gemarkung Großmiltitz (163,76 ha) nach Leipzig eingemeindet, um den Bau der Großsiedlung Grünau zu ermöglichen. Ein Teil davon wurde für die Errichtung des Wohnkomplex 7 benötigt, das heutige Grünau-Nord. Bis 1984 wurden hier 7720 Wohneinheiten (Wohnungen) in Plattenbauweise errichtet. Das Gebiet liegt nah an der Ortlage Miltitz und nicht weit vom Kulkwitzer See, einem Tagebaurestloch, das seit der Auskohlung als Badesee und Naherholungszentrum genutzt wird. In den 1990er Jahren gab es einen starken Bevölkerungsrückgang. In Reaktion darauf wurde von der Stadt die Entwicklungsstrategie Grünau 2020 erarbeitet. Darin wurde Grünau-Nord als Teil des Stadtumbaugürtels definiert. Diese Teile hatten mit teilweise mehr als 25 Prozent den höchsten Wohnungsleerstand in ganz Leipzig. In diesen Bereichen wurden in den Folgejahren die Rückbaumaßnahmen konzentriert. Gleichzeitig wurden die Stabilisierungskerne, das heißt sanierte Gebiete innerhalb des Stadtumbaugürtels, erhalten und durch Abriss unsanierter Bausubstanz weiter aufgewertet. Diese Phase dauerte bis etwa 2016, als Grünau-Nord noch über 5683 Wohnungen verfügte bei einer Leerstandsquote von 18,2 %.

## Ortstypik

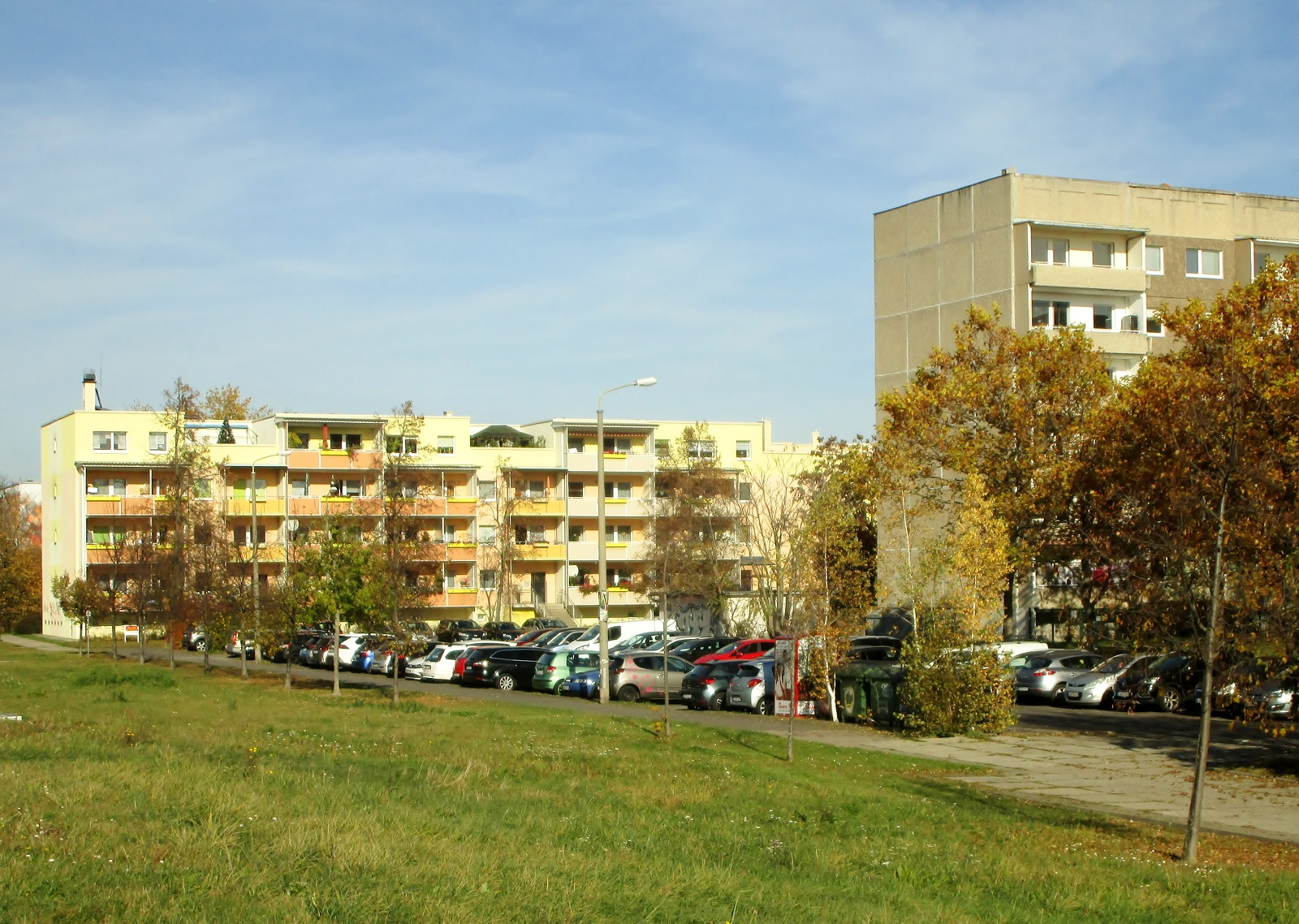
Zum Terrassenhaus umgebauter WBS 70 in der Uranusstraße

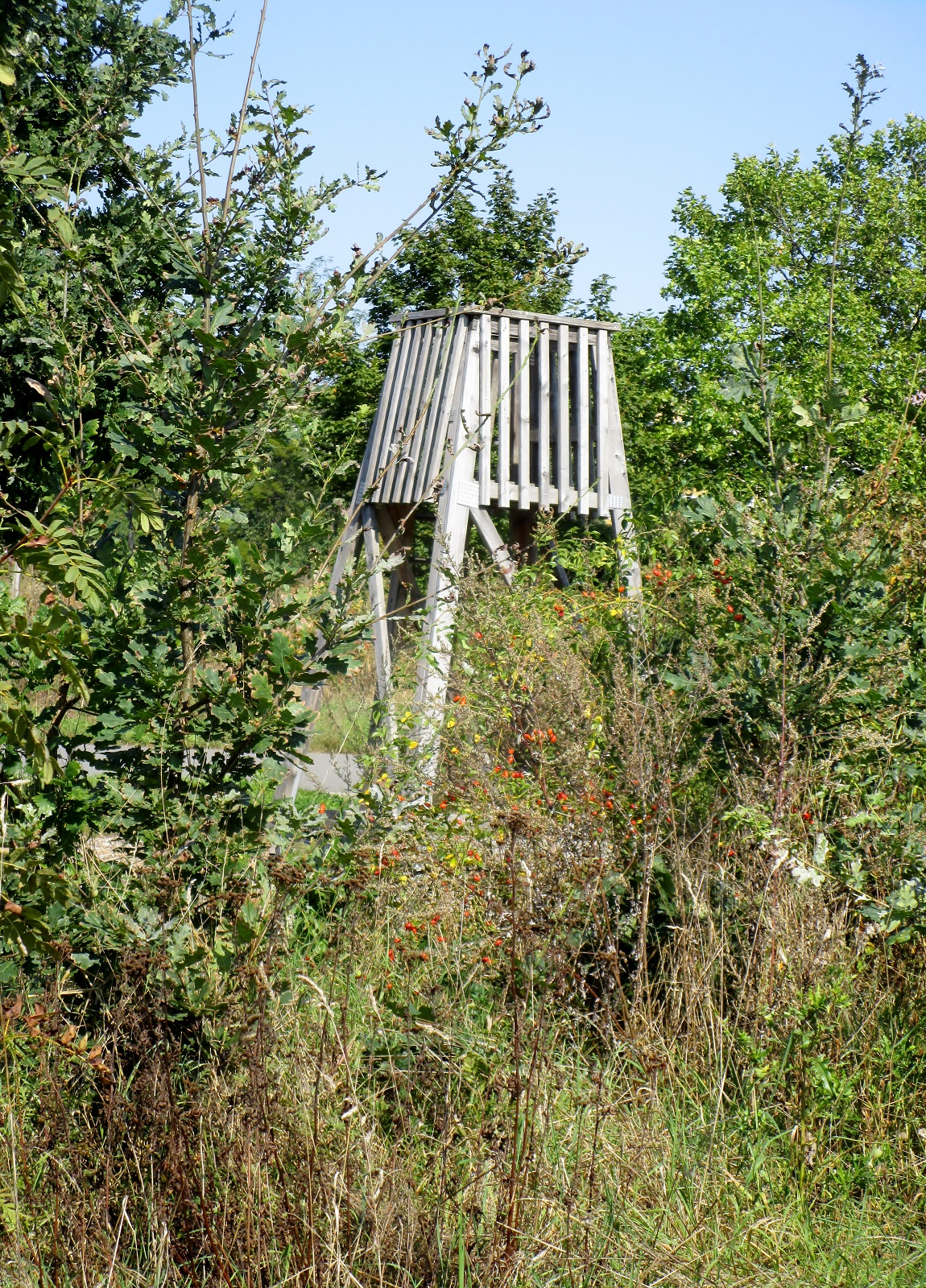
Projekt Urbaner Wald

Die Rückbaumaßnahmen bis 2015 haben zur Entdichtung und zu neuen Freiraumstrukturen, wie zum Beispiel den urbanen Wald, geführt. Mit den Terrassenhäusern einer Wohnungsbaugenossenschaft wurden erste Akzente hinsichtlich der Differenzierung des Wohnungsangebots gesetzt, die Johanniter entwickeln Mehrgenerationenwohnen am Neptunweg. Obwohl ein Großteil der Plattenbaugebäude saniert wurde, ist das Wohnungsangebot weitestgehend auf das niedrigpreisige Segment fokussiert – dadurch konzentriert sich ein großer Anteil einkommensschwacher Haushalte in diesem Quartier. Das Zentrum Jupiterstraße wurde durch Gewerbeleerstände und den Wegfall der nördlichen Hochhäuser geschwächt. 2023 wurden in einem europaweiten Wettbewerb junger Stadtplanerinnen und Stadtplaner Ideen für eine Wiederbelebung gewonnen. Einkaufsmöglichkeiten gibt es bei zwei Discountern an der Lützner Straße und bei Kaufland auf der Grünau-Nord gegenüberliegenden Seite der Kiewer Straße. Die laufende komplexe Sanierung des großen Schulstandorts im Ortsteil inklusive des Offenen Freizeittreffs Arena am Miltitzer Weg stärkt die soziale Infrastruktur und bietet Möglichkeiten, die Wegeverbindung in die angrenzende dörfliche Lage Miltitz aufzuwerten. Grünau-Nord hat im Grünauer Vergleich eine recht junge Bevölkerung.

## Bevölkerung
| Jahr | Einwohner |
| ---- | --------- |
| 2000 | 10.854    |
| 2005 | 08.757    |
| 2010 | 07.801    |
| 2015 | 08.091    |
| 2020 | 08.899    |
| 2024 | 09.317    |

Stand: 31.12. des jeweiligen Jahres
Grünau-Nord hatte 2007 nur noch 50 % der Einwohnerzahl von 1991, verharrte etwa 10 Jahre auf diesem Niveau, bevor die Zahl wieder ganz leicht zu steigen begann. 2021 betrug der Anteil von Einwohnern mit Migrationshintergrund 19,8 %. Der Anteil der Leistungsempfänger an der Bevölkerung lag 2017 um 14,2 Prozentpunkte über dem Leipziger Durchschnitt, der von Studierenden um 6,6 Prozentpunkte unter dem Leipziger Durchschnitt, der Beschäftigtenanteil um 7,8 Prozentpunkte, ebenfalls unter dem Durchschnitt.

## Politik
Die Wahlbeteiligung in Grünau Nord ist erheblich geringer als die in Leipzig insgesamt (Bundestagswahl 2021: 58,9 %). Bei den Zweitstimmen entfielen bei der Bundestagswahl 2021 auf die AfD 23,2 % (im Vergleich dazu das Ergebnis im Wahlkreis 153 - Leipzig II gesamt: 11,2 %), auf die CDU 13,7 % (WK 153: 13,1 %), auf die LINKEN 14,0 % (WK: 14,7 %), auf die SPD 24,4 % (WK: 20,9 %), auf die FDP 7,6 % (WK: 9,7 %), auf die Grünen 6,2 % (WK: 21,3 %) und die Sonstigen 10,9 % (WK: 9,1 %). Im Vergleich zum Wahlkreis erhielten die die Grünen (−15,1 %) und die FDP (−2,1 %) in Grünau Nord vergleichsweise wenige, die SPD (+3,5 %) und die AfD (+12,0 %) vergleichsweise viele Stimmen.
| Partei        | CDU  | LINKE | AfD  | SPD  | Grüne | FDP  | Sonstige |
| Grünau-Nord   | 13,7 | 14,0  | 23,2 | 24,4 | 6,2   | 10,9 | 9,0      |
| Wahlkreis 153 | 13,1 | 14,7  | 11,2 | 20,9 | 21,3  | 9,7  | 9,1      |

Bei Wahlen zum Sächsischen Landtag gehört Grünau-Nord zum Wahlkreis Leipzig 5.

## Kunst im öffentlichen Raum
Wie in der Großsiedlung Grünau generell, so ist auch in dem zu Grünau-Nord gehörenden Wohnkomplex 7 Kunst im öffentlichen Raum vor allem aus der Zeit zwischen 1984 und 2002 zu finden. Im Einzelnen sind zu nennen:
- Alfred Frank heißt der 1984 gestaltete Innenhof im Siriusweg (Entwurf: Bernd Sikora), eine naturverbundene symbolische Landschaftsgestaltung mit Einordnung eines Reliefs zum Leben Alfred Franks. Die überlebensgroße Büste des Malers aus Stein und Bronze von Herbert Ihle befindet sich nicht mehr am Standort.
- Anfang 2000 wurde eine Gestaltungskonzeption unter dem Leitmotiv Planetensystem/Milchstraße umgesetzt, da die Straßen im WK 7 Namen von Planeten und Sternen tragen. In einem Gutachtergremium wurde der Entwurf des Künstlers Ulf Puder ausgewählt. Zentrum ist die Sonne. Von ihr ausgehend ziehen die einzelnen Planeten symbolisch ihre kreisförmigen Umlaufbahnen um die Sonne. Dabei werden die wahren Entfernungsverhältnisse im Verhältnis 1:50 Milliarden abgebildet.
- Die überdimensionale Sieben als Symbol für den Standort WK 7 und gleichzeitig Spiel- und Kletterelement für Kinder und Jugendliche. Sie wurde zwischen 2000 und 2002 nach einem Entwurf des Planungsbüros Werk Plan errichtet.
- Zu nennen sind auch durch Graffiti-Kunst gestaltete Durchgänge und Hauseingänge (unter Federführung des Vereins Graffiti e. V.).

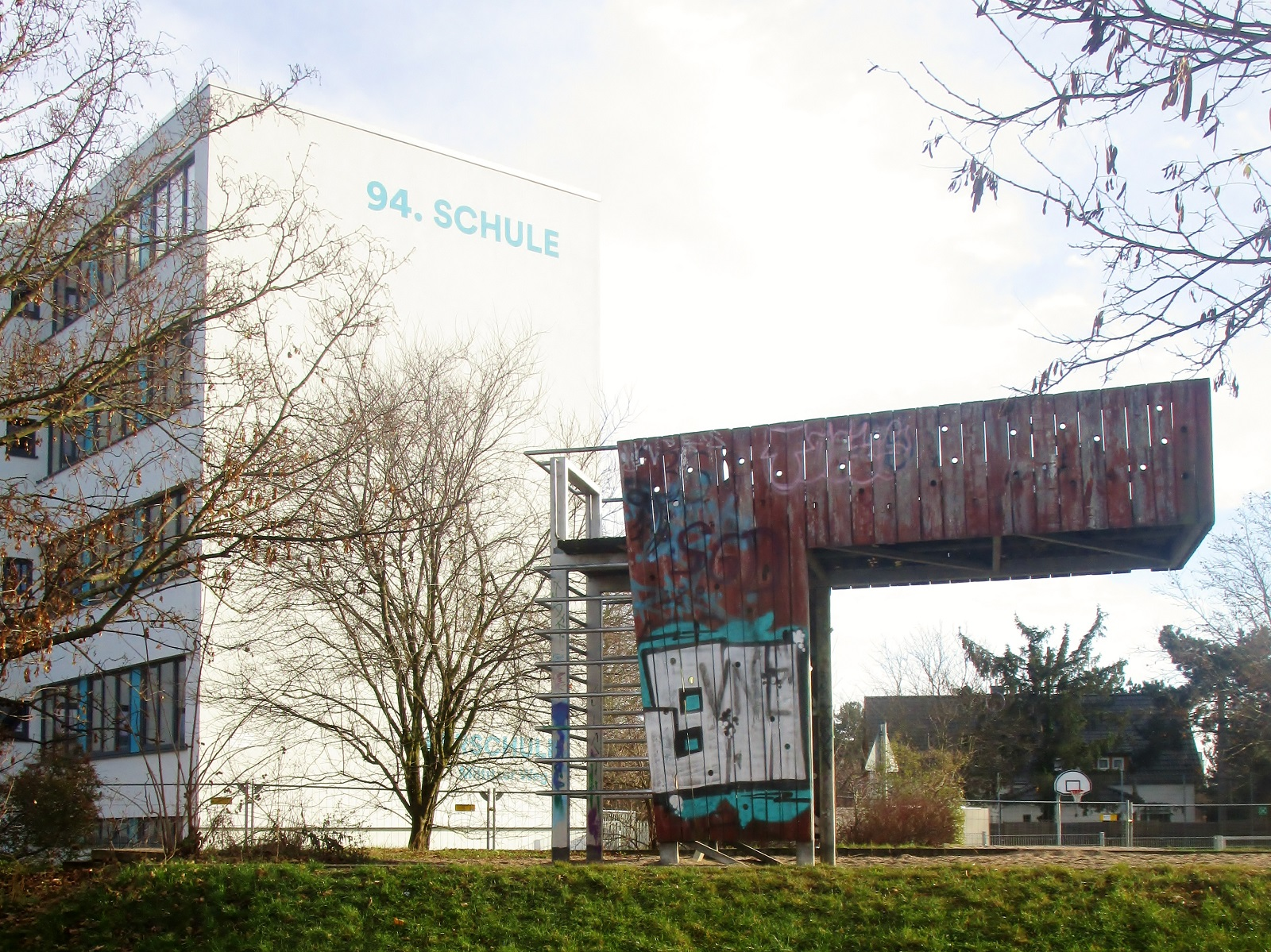
Die Sieben vom Wohnkomplex 7
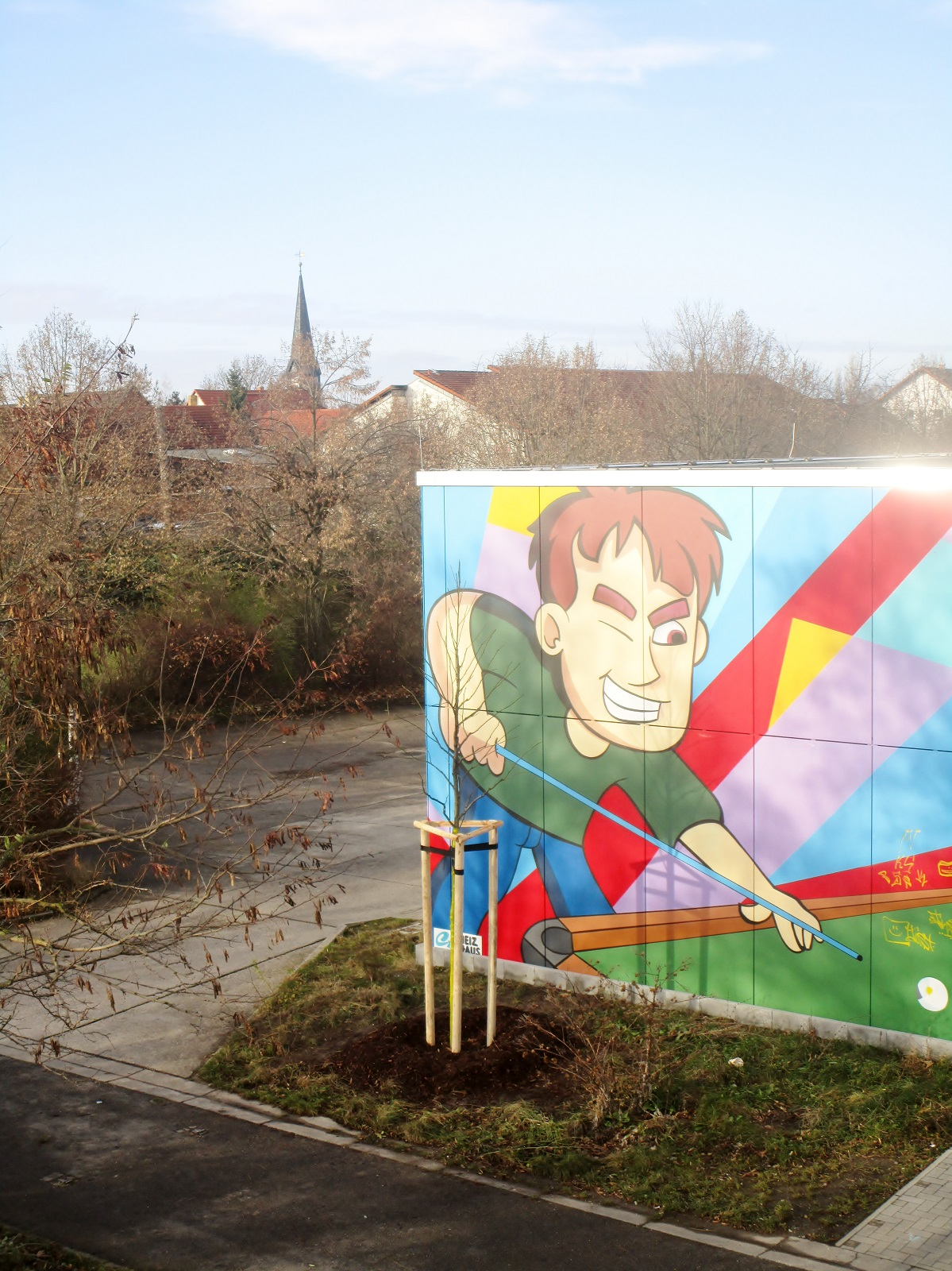
Offener Freizeittreff (OFT) Arena
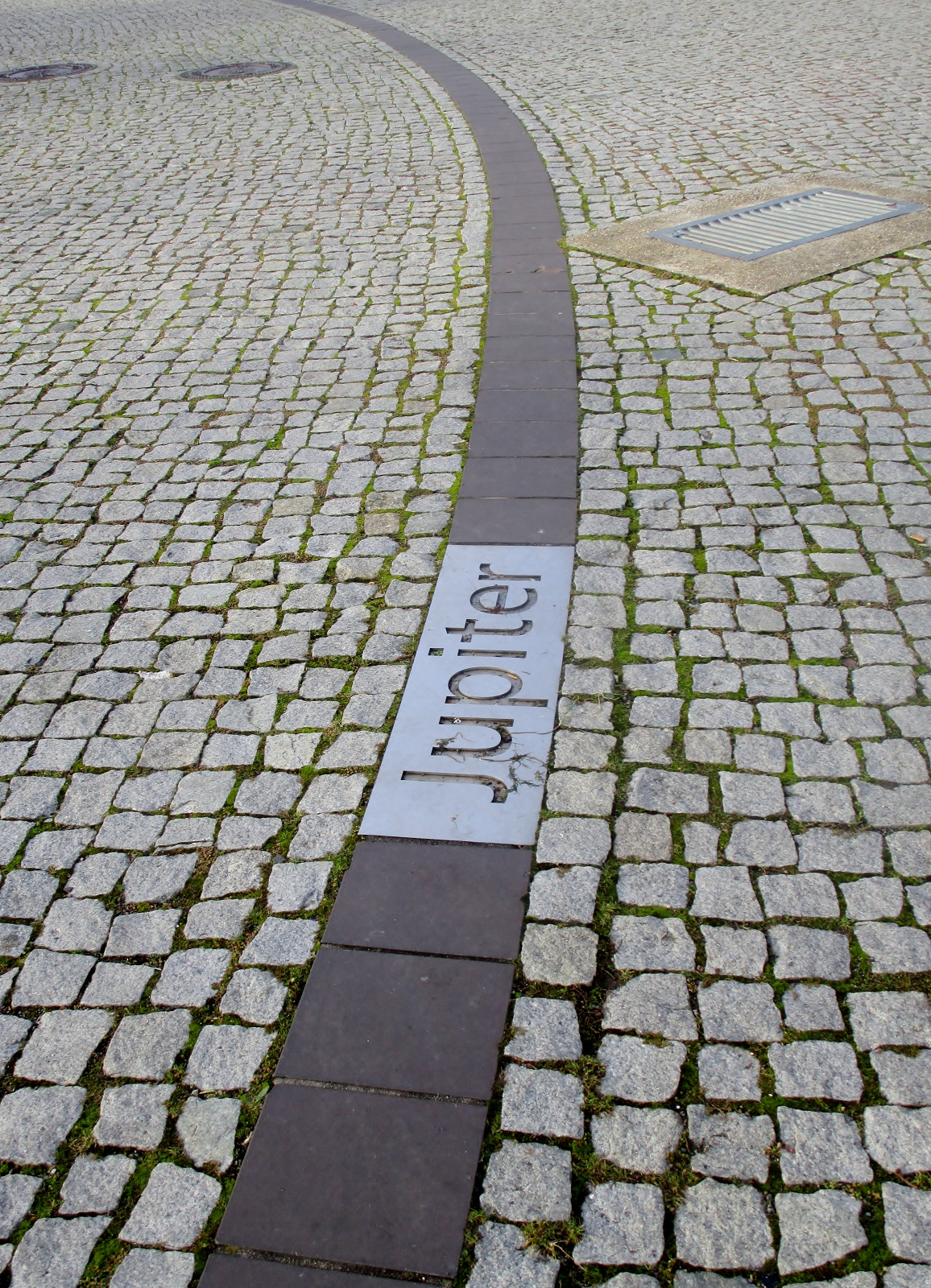
Umlaufbahn des Jupiter
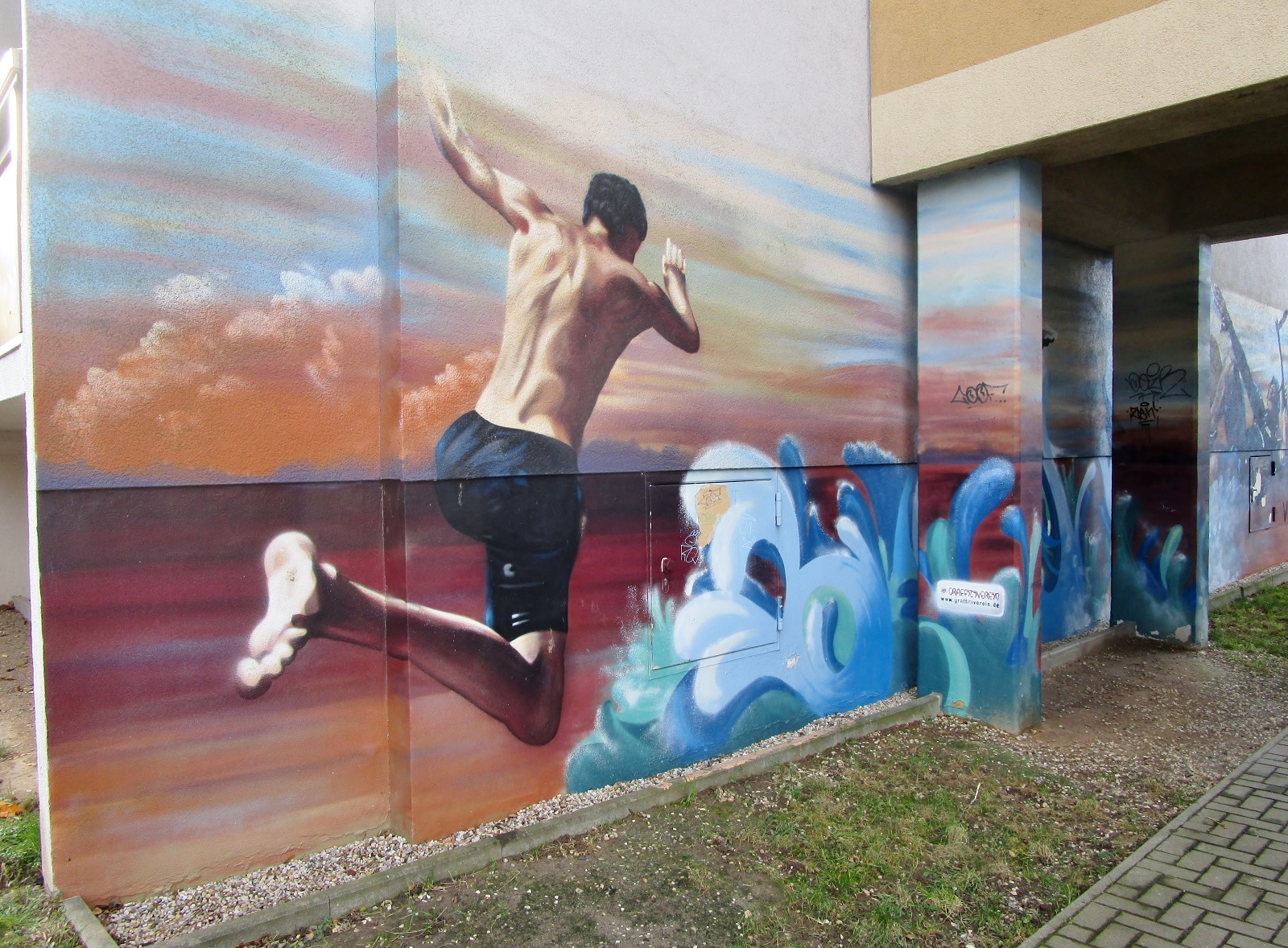
Hausdurchgang Am kleinen Feld
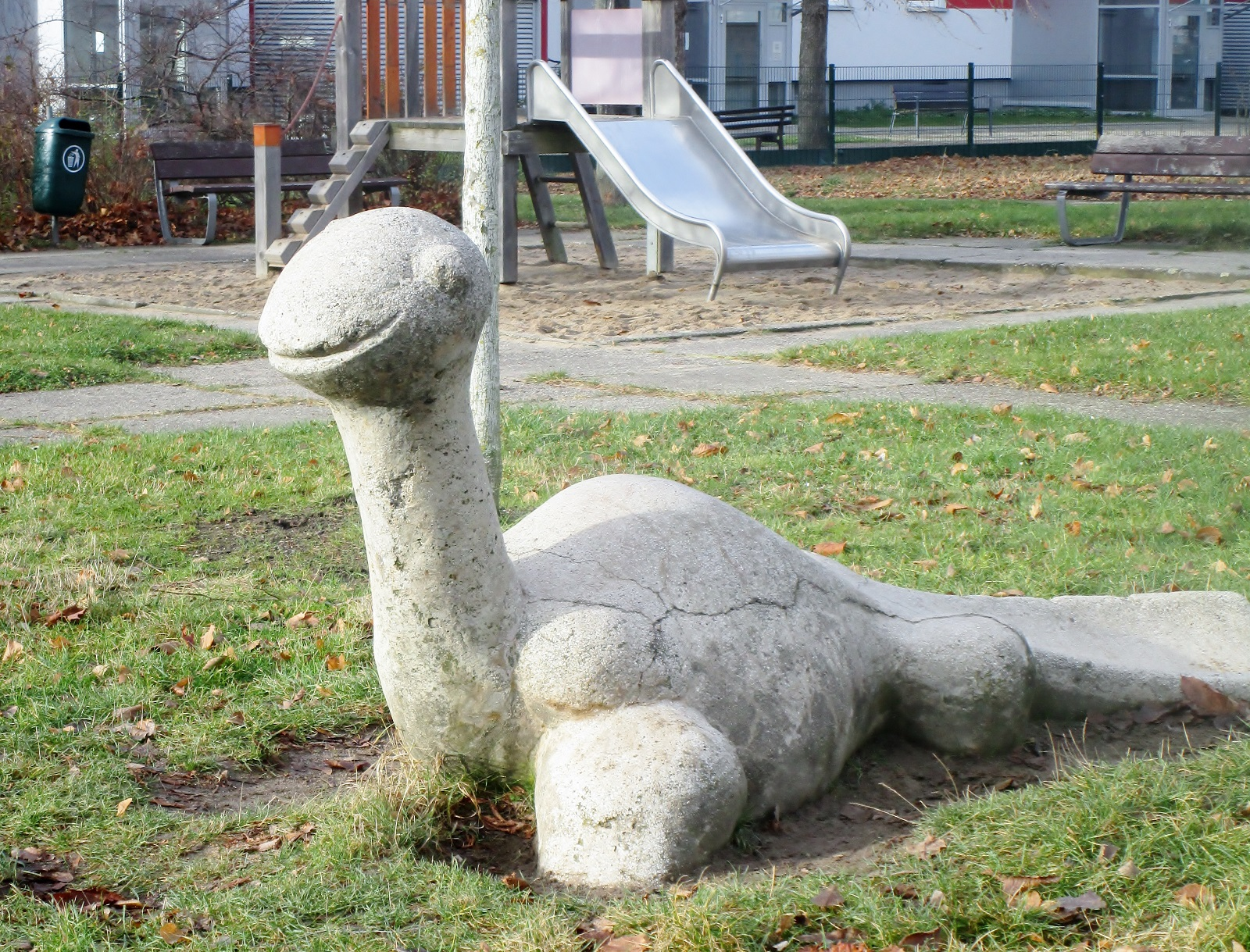
Kinderspielplatz Siriusweg

## Grün
Durch die Abbruchmaßnahmen ist die ehemals sehr dichte Bebauung aufgelockert worden und sind großzügige freie Flächen entstanden. Größere Grünflächen innerhalb des Ortsteils bilden der Uranuspark und der Urbane Wald, der langsam wächst. Direkt angrenzend an den Ortsteil befinden sich im Norden landwirtschaftliche Flächen. Attraktive Grünflächen sind die Zschampert-Aue und der Grüngürtel am Kulkwitzer See.

## Verkehr

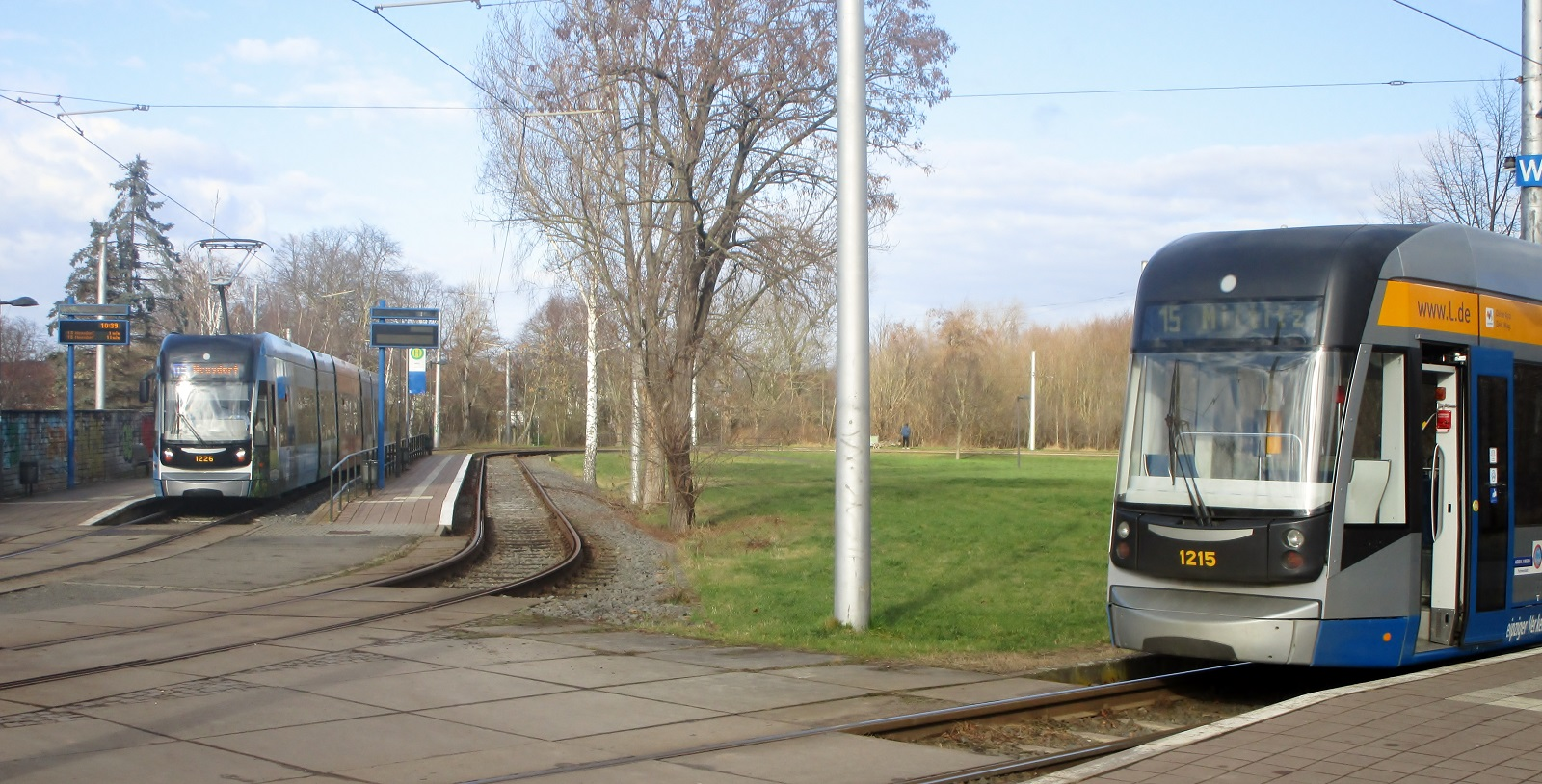
Straßenbahn-Endstelle Miltitz in Grünau-Nord (2022)

Der Bestand an privaten Pkw je 1000 Einwohner war 2018 mit 289 ausgesprochen niedrig. Nur 50 % der Wege zur Arbeit und noch weniger Prozent der anderen Wege wurden mit dem Auto zurückgelegt. Bei der Verkehrsmittelnutzung in die Innenstadt betrug der Anteil des Öffentlichen Verkehrs 63 %, im Freizeitverkehr wurden 43 % der Wege zu Fuß zurückgelegt. Letzteres ist sicher mit der geringen Entfernung zum Kulkwitzer See zu erklären.
Grünau-Nord ist gut mit öffentlichen Verkehrsmitteln (Straßenbahnlinien 8 und 15, Buslinien 62, 65 und 66) angebunden. Gleiches gilt für das Hauptstraßennetz. Am Rande des Ortsteils sind die Lützner Straße und die Kiewer Straße als Bundesstraße 87 gewidmet, über die der Ortsteil auch an den Mittleren Ring Leipzig angebunden ist. Das Innere des Wohnkomplexes ist frei von Durchgangsstraßen und zugleich fußläufig sehr gut erschlossen. An den großen Straßen gibt es Radwege. Im Quartier sind die Fußwege auch für den Radverkehr nutzbar.
Grünau-Nord hat seine Straßenbahnanbindung in mehreren Schritten erhalten:
- 2. September 1982 Straßenbahnlinie bis Grünau Nord – Diese Gleisschleife, die heute noch unter diesem Namen besteht, liegt irritierenderweise nicht im Ortsteil Günau-Nord, sondern ein ganzes Stück weiter östlich im Ortsteil Schönau.
- 31. Oktober 1983 Straßenbahnlinie verlängert bis Lützner Straße / Plovdiver Straße – In diesem Bereich wächst heute der Urbane Wald.
- 30. September 1984 Straßenbahnlinie verlängert bis zur Endstelle Miltitz – die auch heute so noch besteht. Von hier ist die Dorflage Miltitz fußläufig zu erreichen.

## Schulen

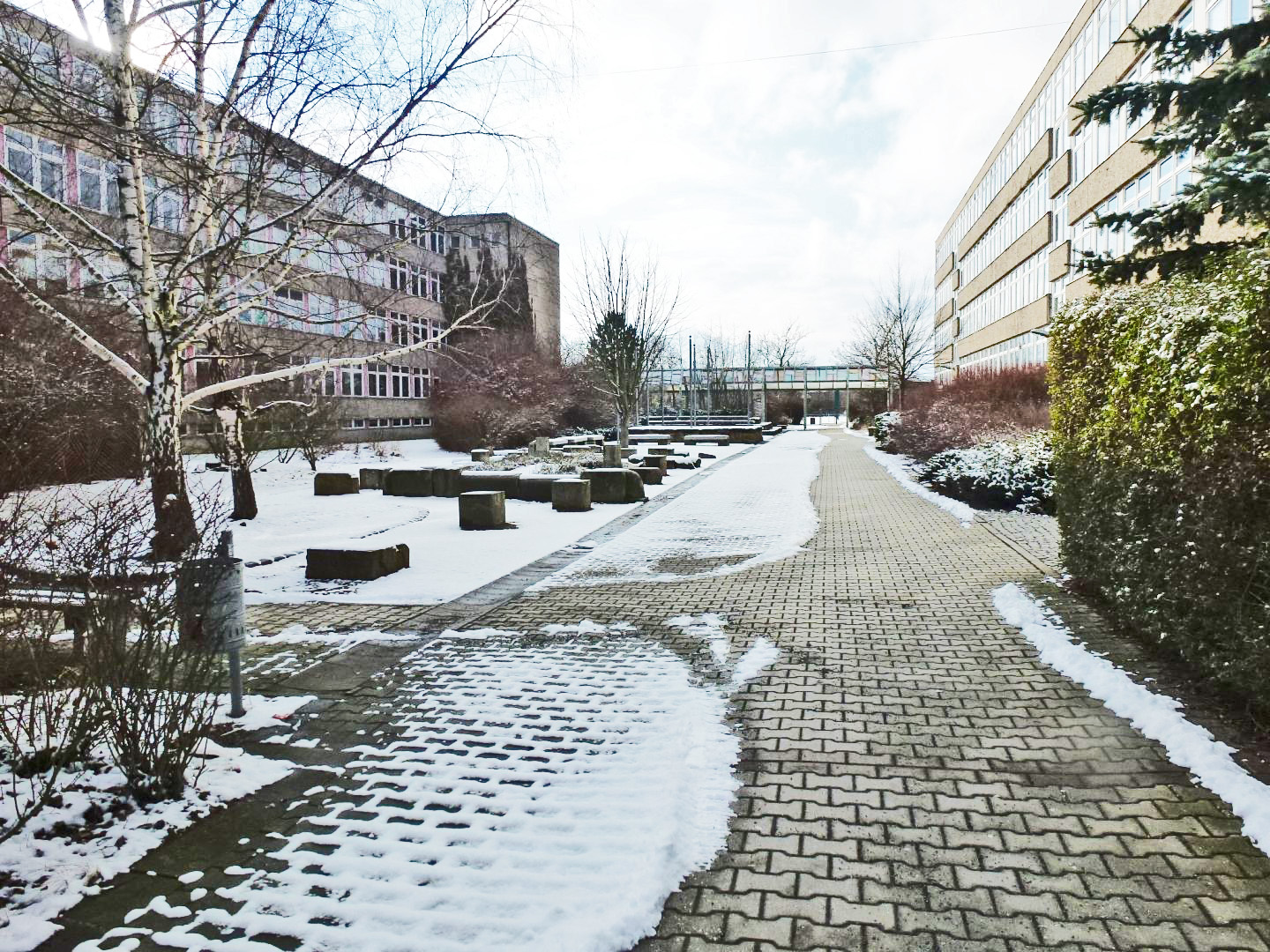
Klingerschule vor der Sanierung

2017 befanden sich im Ortsteil fünf allgemeinbildende Schulen, darunter die 91. Schule als Grundschule, die 94. Schule als Oberschule, das Max-Klinger-Gymnasium und 2 Förderschulen.
Bis zum Beginn des Schuljahres 2022/23 wird am Miltitzer Weg der Campus Grünau mit dem Max-Klinger-Gymnasium, der Schule Grünau (Förderzentrum mit Förderschwerpunkt Lernen) und der 94. Schule (Oberschule) für insgesamt fast 2000 Schülerinnen und Schüler errichtet. Die Bruttogesamtkosten betragen nach dem Planungsstand von 2021 rund 52,2 Millionen Euro.